# Неттлз, Бонни
Бонни Лу Неттлз (англ. Bonnie Lu Nettles, урождённая Труздейл, 29 августа 1927 — 20 января 1985 гг.), позже известная как Ти, — одна из основателей и лидеров деструктивного культа «Небесные врата». Через 12 лет после смерти Неттлз от рака печени секта во главе со вторым лидером Маршаллом Эпплуайтом совершила массовое самоубийство.

## Биография
Бонни Неттлз родилась и выросла в баптистской семье в Хьюстоне, штат Техас. Став медсестрой, она вышла замуж за бизнесмена и родила в этом браке четверых детей. Брак был стабилен до 1972 года. Согласно данным, опубликованным в The New York Times, причиной разлада послужила вера Неттлз в то, что дух монаха XIX века по имени «Брат Франциск» разговаривает с ней и даёт ей указания. Она также посещала сеансы медиумов, чтобы войти в общение с душами умерших. Еженедельно по средам у неё дома проводились собрания. В 1972 году несколько гадалок предсказали Неттлз, что в ближайшем будущем она встретит загадочного мужчину, высокого и светловолосого. Это описание довольно точно соответствует внешности Маршалла Эпплуайта, с которым она познакомилась в том же году.

### Знакомство с Эпплуайтом
Встреча Эпплуайта и Неттлз произошла в марте 1972 года. Согласно записям Эпплуайта, во время своего визита к лежащему в больнице он встретился взглядом с Неттлз, и они «разделили сознание эзотерических тайн». Однако в записях Эпплуайта много преувеличений и веры в предопределённость судьбы. Дочь Неттлз, Терри, утверждает, что они встретились в театральной школе в театре, где учился один из сыновей Бонни, а Эпплуайт преподавал. Сын Бонни, Джо, также придерживается этой версии событий.
После знакомства с Эпплуайтом Неттлз, основываясь на собственных астрологических вычислениях, пришла к выводу, что между их звёздами существует связь. Эпплуайт объяснил ей свои идеи о небесных связях и убедил в своей правоте. В 1973 году они вместе уехали, Неттлз оставила детей и мужа.
На протяжении следующих 10 лет Эпплуайт и Неттлз ездили по стране, развивая и проповедуя своё учение. В 1983 году врачи были вынуждены удалить ей глаз в связи с онкологическим заболеванием, которое, как сообщил ей врач, продолжало распространяться по телу. Она продолжала, как и Эпплуайт, полагать, что не может умереть, поскольку их, согласно их вере, ожидало совместное физическое вознесение. Её здоровье продолжало ухудшаться, заболевание распространилось на печень. В 1985 году она умерла в одной из больниц города Даллас, штат Техас, где находилась под псевдонимом Шелли Уэст.
Эпплуайт убедил членов секты в том, что Бонни «покинула сломанное транспортное средство». Её тело кремировали, а прах был развеян над озером в Техасе.